# Boulder City (Nevada)

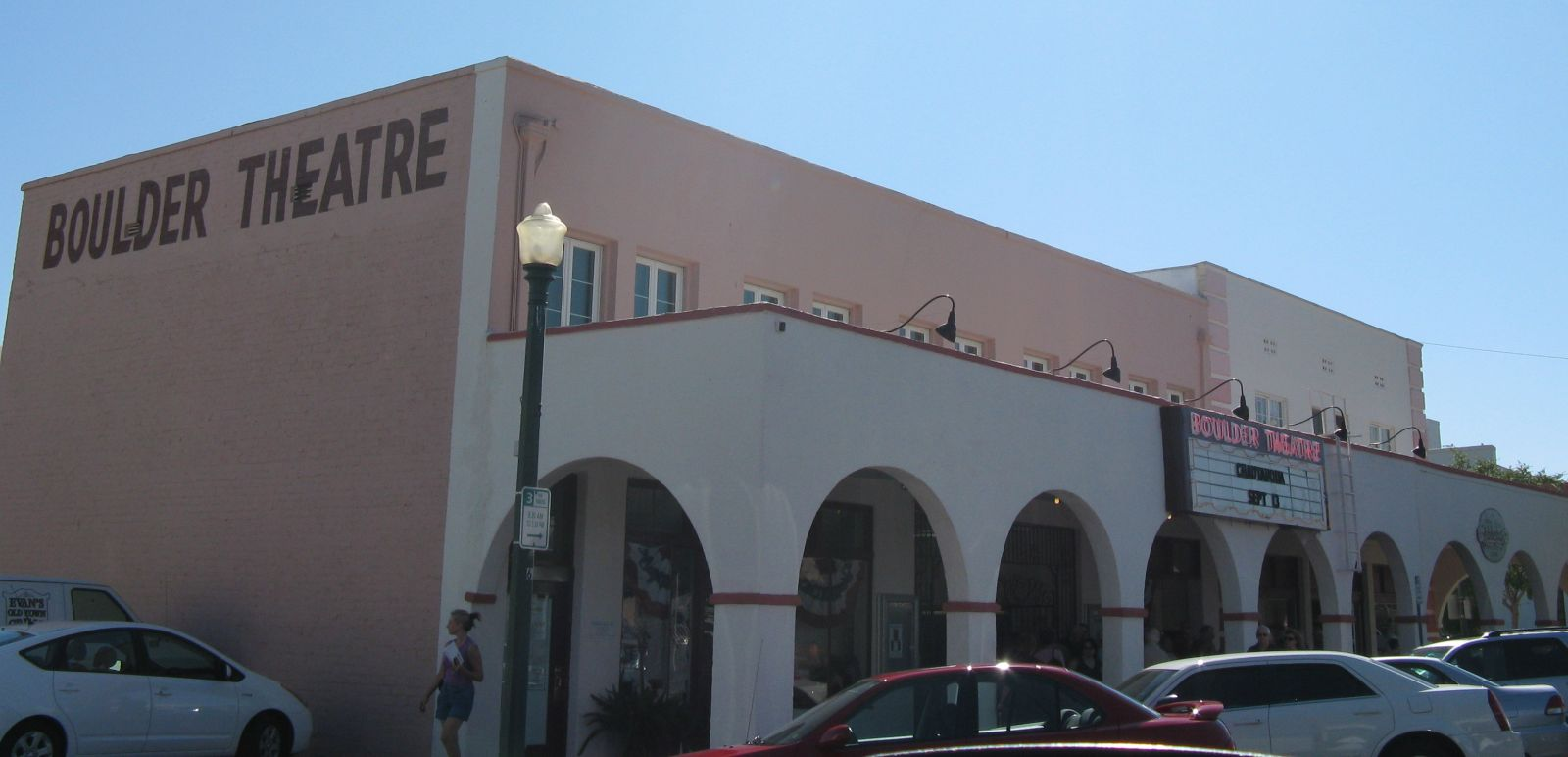
Teatro Boulder, construido en 1931, se encuentra dentro del National Register of Historic Places

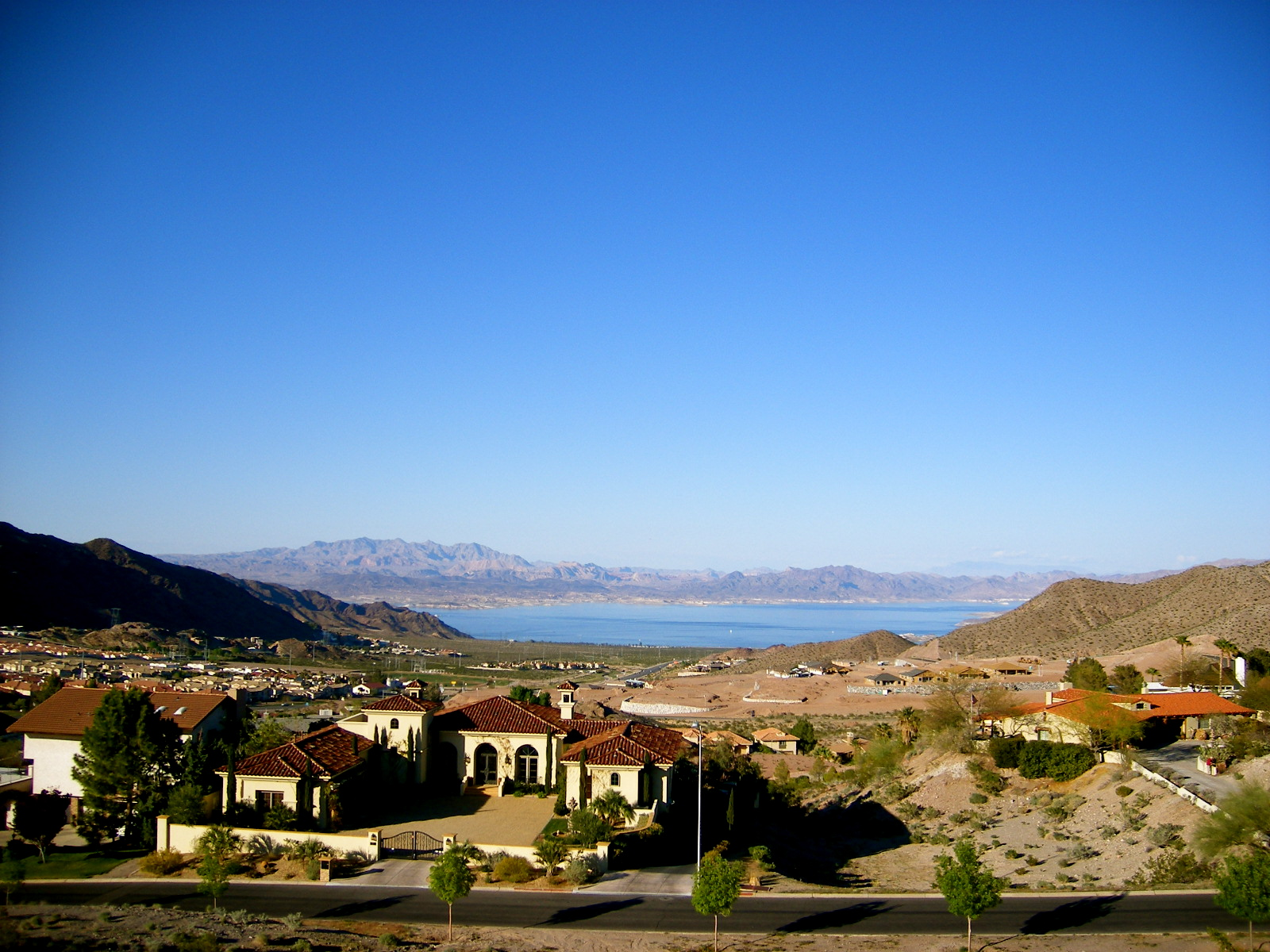
Boulder City con una vista del Lago Mead donde se encuentra la Presa Hoover

Boulder City es una ciudad del Condado de Clark, Nevada en Estados Unidos. Se encuentra aproximadamente a unos 32 km de la ciudad de Las Vegas. En el censo de 2000 su población era de 14.966 habitantes, con una población estimada para el 2008 de 16.840.
Boulder City es una de las dos únicas ciudades en Nevada donde está prohibido el juego.

## Historia
Boulder City fue originalmente construida en 1931 por el United States Reclamation Service y Six Companies, Inc. como alojamiento para los trabajadores que iban a construir la Presa Hoover (el nombre inicial de la presa fue Presa Boulder). Fue diseñada por el arquitecto urbanista Saco Rienk DeBoer. Inicialmente tanto la venta de alcohol, como la agrupaciones de personas y el juego estaban prohibidas en la ciudad. El gobierno no cedió el control de Boulder City hasta 1959, a partir de entonces se comenzó a constituir la ciudad. La ceremonia de constitución de Boulder City tuvo lugar el 4 de enero de 1960. El consistorio eligió, como primer alcalde de la ciudad, al farmacéutico Robert N. Broadbent.

## El Sexto mejor lugar para el descanso
En 2009, la revista Money clasificó a Boulder City como la sexta en su lista anual de los 25 mejores lugares para el retiro y descanso en los Estados Unidos, basándose en lo asequible del hospedaje, la atención médica, los impuestos y el arte y entretenimiento.